# Euphorion (Zeitschrift)
Euphorion ist eine wissenschaftliche Zeitschrift für Literaturgeschichte für das gesamte Gebiet der deutschen Philologie. Sie erscheint beim Universitätsverlag Winter und wird von Wolfgang Adam herausgegeben. Der Titel leitet sich von Faust. Der Tragödie zweiter Teil ab. Er benennt den Sohn von Helena und Faust und steht für die Verbindung von antiker und germanischer Tradition.

## Geschichte
Die Zeitschrift Euphorion. Zeitschrift für Literaturgeschichte besitzt eine wechselhafte Herausgebergeschichte. Im Jahre 1894 wurde Euphorion von August Sauer, einem österreichischen Literaturhistoriker gegründet. Ab dem Jahre 1914 übernahm er zusammen mit Josef Nadler die Herausgabe. Kurz vor Sauers Tod 1926 ersetzte ihn George Stefansky.
Von 1934 bis 1944 trug die Zeitschrift den Namen Dichtung und Volkstum und wurde von Hermann Pongs und Julius Petersen herausgegeben. Der Inhalt war dementsprechend stark nationalistisch geprägt. Im Jahr 1950 erhielt die Zeitschrift wieder ihren alten Titel. Die Herausgeber waren nun Hans Pyritz und Hans Neumann.